# Die Grüne Post

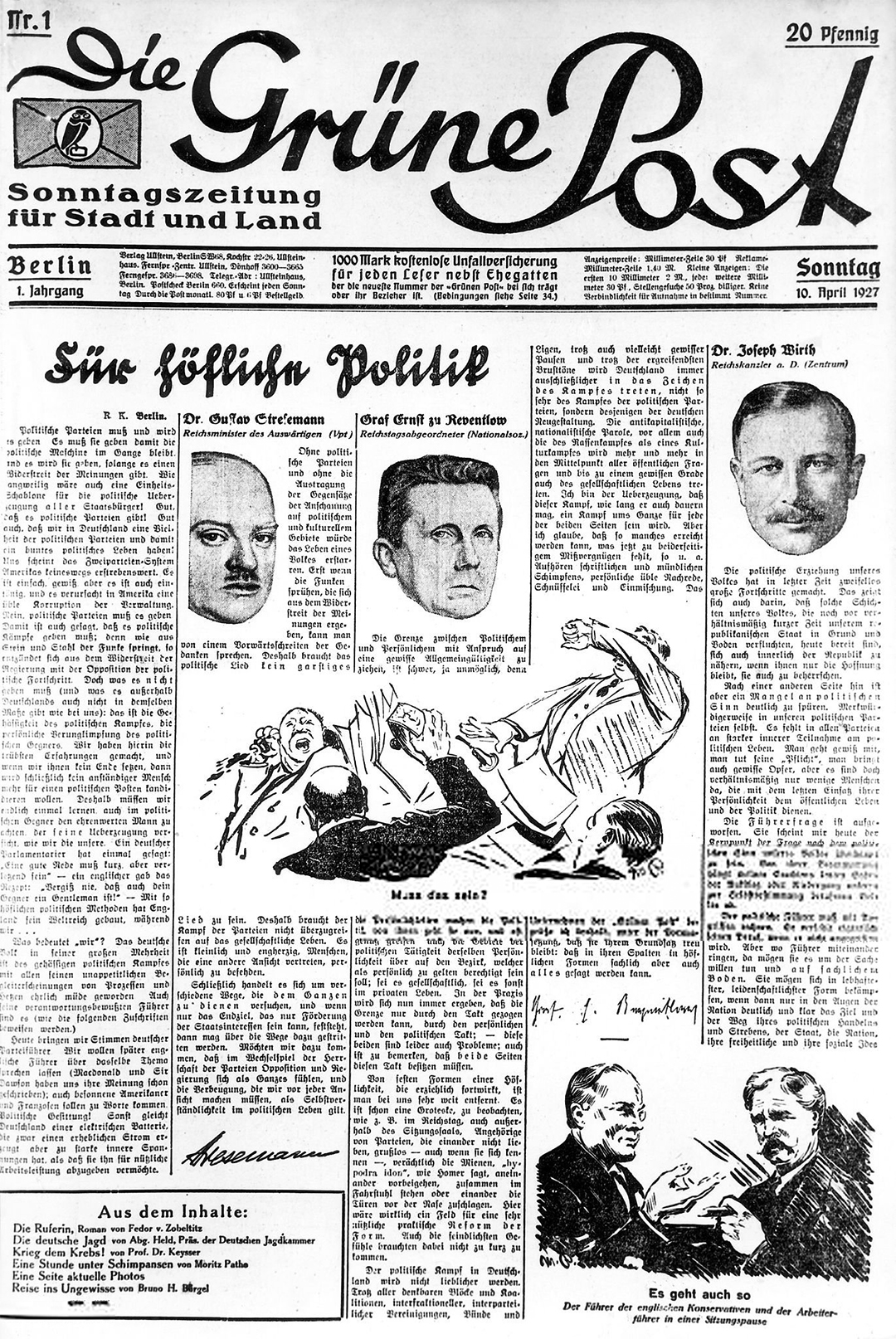
Die Grüne Post, Nr. 1 vom 10. April 1927

Die Grüne Post, die „Sonntagszeitung für Stadt und Land“ aus dem Ullstein Verlag, war ursprünglich für die Landbevölkerung konzipiert und erschien erstmals am 10. April 1927.

## Geschichte
Gründer und anfänglicher Chefredakteur war Richard Katz. Das Wochenblatt, das mit einem Beitragsmix aus Politik, Wirtschaft, Naturthemen, Fortsetzungsroman, Rätsel, Fotos, Bildgeschichten und einer Kinderbeilage alle Mitglieder einer Familie ansprach, erfreute sich schon bald großer Beliebtheit unter allen Bevölkerungsschichten und erreichte Auflagen von über einer Million Exemplaren.
Da der liberal ausgerichtete und wirtschaftlich erfolgreiche Ullstein Verlag aus der Sicht von Antisemiten wie Theodor Fritsch und der Nationalsozialisten schon immer ein Störfaktor war, wurde der Druck auf den Verlag nach der Machtübernahme Hitlers erhöht. Der Leitartikel „Herr Reichsminister, ein Wort bitte!“ in der Grünen Post vom 29. April 1934 diente dem Reichsminister Goebbels als Vorwand für ein zeitweiliges Erscheinungsverbot und führte letztendlich dazu, dass die Familie Ullstein das Unternehmen noch 1934 verkaufte, um den drohenden Bankrott durch weitere Boykottmaßnahmen zu verhindern.
Der verantwortliche Chefredakteur Ehm Welk – später durch seine Heiden von Kummerow bekannt geworden –, ein bekennender Linksliberaler, der den Leitartikel unter dem Pseudonym Thomas Trimm verfasst hatte, wurde von Goebbels abgesetzt, kam zeitweise ins KZ Oranienburg und erhielt nach seiner Freilassung als Journalist und Redakteur Berufsverbot. 
Die mit dem Ullstein Verlag verkaufte Zeitung wurde schließlich 1944 eingestellt.

## Sonstiges
1932 wurde im Auftrag der Grünen Post ein gleichnamiges Segelflugzeug konstruiert, dessen Baupläne zum Nachbau verkauft wurden.